# أليساندرو لامبروغي
أليساندرو لامبروغي (بالإيطالية: Alessandro Lambrughi)‏ (19 مايو 1987 في إيطاليا - ) هو لاعب كرة قدم إيطالي في مركز الدفاع. لعب مع إيه سي ميلان ونادي ليفورنو ونادي مانتوفا ونادي نوفارا وبرو سيستو 1913.

## وصلات خارجية
- أليساندرو لامبروغي على موقع قاعدة بيانات كرة القدم.إي يو (الإنجليزية)
- أليساندرو لامبروغي على موقع عالم كرة القدم.نت (الإنجليزية)
- أليساندرو لامبروغي على موقع AS.com (الإسبانية)